# Масуда, Дзюнъити
Дзюнъити Масуда (яп. 増田 順一 Масуда Дзюнъити, родился 12 января 1968 года) — игровой композитор, директор разработки игр, геймдизайнер, игровой продюсер и программист, известный по его работе над франчайзом «Покемон». Он является членом совета директоров компании Game Freak, в которой работает с 1989 года. До начала работы над играми серии Pokémon он помогал при написании музыки к играм Mendel Palace и Smart Ball. В разработке первой игре этой серии, Pokémon Red и Green, он принимал участие в качестве композитора и создателя звуковых эффектов, а также брал на себя часть работы по программированию.
При разработке новых проектов Масуда берёт на себя и другие роли. Он также занимается продюсированием и продвижением игр, а также утверждает окончательный внешний вид новых покемонов. При разработке игр он старается сохранить их доступными в освоении, но в то же время увеличивать их уровень сложности. В работе он придерживается классики индустрии, ориентируясь на портативные игровые системы и 2D-графику. При создании музыки Дзюнъити Масуда черпает вдохновение из произведений современных композиторов, таких как Дмитрий Шостакович, однако в качестве примера хорошей музыки для видеоигр он использует игры серии Mario. Идеи для его игр взяты как правило из жизни и повседневных наблюдений.

## Жизнь
Дзюнъити Масуда родился 12 января 1968 года в Иокогаме — административном центре префектуры Канагава, что в Японии. Будучи ребёнком, он часто ездил с родителями отдыхать в регион Кюсю, где до сих пор живут многие из его родственников. Там он много времени проводил за ловлей рыбы и насекомых, что позднее повлияло на дизайн его игр. Моделируя Хоэнн, один из регионов в играх серии Pokémon, Масуда вдохновлялся именно детскими воспоминаниями о Кюсю, и старался сделать игровой регион как можно больше похожим на настоящий. В старшей Школе Масуда начал играть на тромбоне; он вскоре познакомился с классической музыкой, заинтересовавшись такими произведениями, как «Весна священная» и «Симфония № 5» Шостаковича.
Масуда учился в Японском колледже электроники — техникуме, расположенном в Синдзюку, где он изучал компьютерную графику и программирование на языке Си, используя компьютер DEC Professional. В сентябре 2002 года у Масуды родилась дочь, которую он назвал Кири в честь одной из персонажей Pokémon Ruby и Sapphire.

## Карьера
Дзюнъити Масуда работает в Game Freak с самого момента основания компании в 1989 году. Масуда был вовлечён в разработку каждого проекта, какие они когда-либо делали, и был в числе разработчиков, создававших оригинальную игру Pokémon Red и Green. С тех пор он участвует в разработке каждой игры серии Pokémon. Кроме того, сейчас он состоит в совете директоров компании Game Freak.
Впервые Масуды был нанят на работу для того, чтобы писать программы и компьютерные игры. Его первой игрой в Game Freak была Mendel Palace, игра-головоломка для консоли Nintendo Entertainment System. после неё он работал над игрой Smart Ball, а затем и над Yoshi, которая стала первой игрой, выпущенной в сотрудничестве с Nintendo. Когда компания выпускала первые игры серии Pokémon, Масуда работал в основном как композитор, хотя и делал мелкие работы по программированию, однако позже он начал заниматься разработкой продюсированием самих игр. Роль Масуды как программиста ограничивалась тем, что он писал алгоритмы воспроизведения в играх музыки и звуковых эффектов. Он сочинил музыку для Pokémon Diamond и Pearl, и продюсировал Pokémon Platinum, HeartGold и SoulSilver.
Масуда принимает непосредственное участие в создании многих покемонов. Он говорит, что самый сложный аспект дизайна заключается в том, чтобы быть уверенным, что имя и атрибуты нового покемона понравятся большой аудитории. Начиная с Pokémon Ruby и Sapphire, Масуда является одним из основных сотрудников, которые одобряют или отклоняют дизайн новых покемонов. Разработка большинства персонажей занимает по полгода, тогда как на главных героев уходит больше года. Также Масуда курировал написание музыкальной композиции для уровня Pokémon Stadium в игре Super Smash Bros. Brawl.

## Влияние и стиль
При создании игр Масуда руководствуется идеей о том, что даже новичок должен иметь возможность свободно играть в неё. Для этого он вводит новые игровые функции одну за другой прямо в ходе игры, представляя их игроку в простой форме, что даёт последнему возможность их легко усваивать. Масуда считает, что портативные игровые системы предоставляют возможности для социального взаимодействия, которые отсутствуют у домашних игровых консолей. Он заявил, что продолжение использования 2D-графики является неотъемлемой частью успеха игр серии Pokémon.
Стиль музыки Масуда черпает из ряда источников, в частности, из классической музыки и из работ Игоря Стравинского и Дмитрия Шостаковича. Его любимый музыкальный жанр — техно, и он видит в музыке игр серии Mario пример действительно хорошей музыки из компьютерных игр. Для большинства его идей вдохновением послужило простое наблюдение за реальной жизнью и воображение того, как объекты реальной жизни будут выглядеть нарисованным на бумаге и в игре. Как правило, он не использует старых персонажей в качестве источника вдохновения при создании новых, а вместо этого черпает вдохновение для них из сторонних источников.